# Slovakiske euromønter
Det er blevet besluttet at de slovakiske euromønter kommer til at blive præget af tre forskellige udformninger. De laveste værdier, 1-, 2- og 5-centmønten, bliver præget af bjergtoppen Kriváň udformet af Drahomír Zobek. 10-, 20- og 50-centmønten bliver præget af Bratislavas slot, udformet af Ján Černaj og Pavol Károly, mens de højeste værdier, 1- og 2-euromønten, bliver præget af Slovakiets våbenskjold og er udformet af Ivan Řehák. På hver slovakisk euromønt kommer der til at stå Slovakiet på slovakisk (Slovensko) samt det årstal mønten bliver præget.
Slovakiet har hidtil hverken præget nogen møntserie eller nogle version 2-euro jubilæumsmønt. Slovakiet tilsluttede sig euroområdet 1. januar 2009. Vekselkursen for slovakiske kroner blev fastfroset d. 8. juli 2008